# Georges Prud’Homme
Georges Arthur „Art” Prud’Homme (ur. 12 marca 1898 w Ottawie, zm. 7 stycznia 1978 w Athabasce) – kanadyjski bokser, srebrny medalista IO.
W roku 1920 wziął udział w Igrzyskach Olimpijskich w Antwerpii, gdzie w wadze średniej kolejno pokonał: Antoine Massona z Belgii (przez KO w 2 rundzie), Marcela Rey-Gollieta z Francji (przez KO w 2 rundzie). W półfinale wygrał z Norwegiem Hjalmarem Strømme przez KO w 1 rundzie. W meczu o złoty medal przegrał na punkty z Brytyjczykiem Harrym Mallinem.